# Wu Lei (athlétisme)
Wu Lei (né le 9 juillet 1996) est un athlète chinois, spécialiste du 400 m.
Le 24 avril 2019, il bat avec ses coéquipiers Lu Zhiquan, Yang Lei et Wu Yuang, le record national du relais 4 x 400 m pour remporter la médaille d’argent lors des Championnats d’Asie à Doha.